# Місячна веселка (фільм)
«Місячна веселка» — радянський науково-фантастичний фільм 1983 року за першою частиною однойменного роману Сергія Павлова.
Фільм зображає розслідування випадків набуття низкою людей непоясненних здібностей у процесі освоєння космосу. Хоча ці здібності можуть принести користь, страх невідомого спонукає спеціальну комісію бачити в них загрозу, обирати між гуманізмом і науковим інтересом.

## Сюжет
Події відбуваються в недалекому майбутньому. Людство освоїло простір Сонячної системи, званий «позазем'ям», але багато що в ньому лишається таємницею. В різних районах Землі зареєстровані незрозумілі атмосферні аномалії і магнітні бурі. Вони не фіксуються супутниками, тому були названі «чорними слідами». Скликана комісія з космічної безпеки встановлює, що в одному з цих місць, на Памірі, перебував космодесантник Тимур Кизимов і саме він був джерелом аномалії. Звучать припущення, що насправді він іншопланетянин. Але виявляється й інша людина з такими здібностями — Жан Лоре, також космодесантник.
Оперативній групі вдається виявити ще двох людей, які мимовільно створюють «чорні сліди» — це Девід Нортон та Едуард Йонге. Всі четверо пов'язані з геологічною катастрофою на Обероні (супутник планети Уран) — 8 років тому під час розвідки копалин величезна ділянка поверхні обрушилась в надра планетоїда. Внаслідок цього учасники експедиції «Місячна веселка» — вісім космодесантників, загинули, крім цих чотирьох. При катастрофі над місцем обвалення виникло дивне зеленувате світіння. Четверо вцілілих імовірно потрапили під вплив якогось випромінювання.
Один з учасників групи, Альбертас, розповідає як після катастрофи Девід Нортон стверджував, що бачив «чужинця». Інший учасник, Гелбрайт, наказує розшукати всіх причетних до тієї місії. Девід Нортон неохоче розповідає, що «чужинець» нагадував його загиблого колегу Бакуліна.
Відомо, що Нортон після місії на Обероні перебував на Меркурії, тому група звертається до тамтешньої шахтарської колонії. Керівник колонії згадує як Нортон прибув на зорельоті «Росія», щоб взяти участь в розвідці родовища на плоскогір'ї «Вогненних змій». Тоді Девід познайомився з Людмилою Бистровою, котра з підозрою ставилася до космонавтів, побоюючись їхніх психічних розладів, зумовлених постійною небезпекою. Людмила виявилася сестрою Бакуліна та заявила Нортону, що ненавидить космонавтів. Через радіаційний викид Девід був змушений поспішати, але все одно втратив зв'язок зі штабом. Проте йому таємничим чином, завдяки набутим на Обероні здібностям, вдалося захиститися та знайти безпечний шлях до родовища й лишити маршрут для гірників.
Гелбрайт доручає Френкові Полінгу особисто зустрітися з Нортоном. Під час сонячного спалаху четверо учасників «Місячної веселки» знову проявляють дивні здібності, випромінюючи якусь енергію. Нортон побоюється зв'язків з ученими, адже до нього ставитимуться як до піддослідного зразка, а не людини. Він обіцяє заповісти своє тіло для дослідів після смерті, але за життя відмовляється розглядати себе як об'єкт для вивчення. Він лише сподівається, що таємниці «позазем'я», відкриті ним та колегами, прокладуть шлях іншим людям, як сталося на Меркурії.

## У ролях
- Володимир Гостюхін — Девід Нортон (Місячний Дев)
- Василь Ліванов — Гелбрайт
- Юрій Соломін — Нікольський
- Ігор Старигін — Френк Полінг
- Володимир Кенігсон — Чарльз Леонард Роган
- Георгій Тараторкін — Тимур Кизимов
- Наталія Сайко — Людмила Бакуліна (Бистрова)
- Олександр Пороховщиков — Бакулін (Бак)
- Леонід Неведомський — Гаранін
- Гражина Байкштіте — Сільвія Нортон
- Гедімінас Гірдвайніс — Альбертас Гріжас
- Борис Іванов — Мартін Вебер
- Сергій Десницький — начальник групи «Мангуста»
- Олександр Новіков — Аймо Зотто на прізвисько «Канарейка»
- Койсун Карасартова — «відьма»
- Михайло Чигарьов — епізод
- В'ячеслав Езепов — епізод
- Леонід Євтиф'ев — епізод

## Знімальна група
- Режисер — Володимир Карпичев і Андрій Єрмаш
- Сценарій — Сергій Павлов, Андрій Єрмаш і Валентин Єжов
- Оператор — Наум Ардашніков
- Оператор комбінованих зйомок — Борис Травкін
- Звукорежисер — Леонід Булгаков
- Монтаж — Тетяна Егорычева
- Художник-постановник — Володимир Аронін
- Художник по костюмах — Ніна Крючкова
- Композитор — Едуард Артем'єв
- Інструментальний ансамбль «Бумеранг»
- Державний симфонічний оркестр кінематографії, диригент Костянтин Кримець
- Музичний редактор — А. Ляпісов
- Звукозапис — В. Бабушкін
- Директор — Марк Шадур
- Головний консультант — льотчик-космонавт СРСР Володимир Шаталов.

## Історія створення
Сценарій до фільму був написаний за участю самого Павлова, але розбіжності з книгою дуже явні, було втрачено величезну кількість важливих деталей, необхідних для розуміння сюжету. Загалом, фільм є екранізацією тільки першої частини роману. Друга вийшла друком в рік виходу на екрани фільму, в 1983 році. В екранізації лишено самі тільки натяки на здібності чотирьох космодесантників і той факт, що Бакулін вижив. У книзі вони здатні відчувати радіохвилі й магнітні поля, телепатично спілкуватися. Саме цими здібностями в першоджерелі пояснювався успіх Нортона на Меркурії. Роман розвиває проблематику появи нового суспільства людей, здатних вільно жити в космосі, тоді як фільм зосереджується на відторгненні їх через страх невідомого.
Павлов у підборі акторів участі не брав. На його думку, всі герої роману не в'яжуться із зовнішністю і особливо з грою акторів, котрі виконують їхні ролі, за винятком Ігоря Старигіна.

### Зйомки
Режисер Андрій Єрмаш зняв цей фільм, коли йому було 27 років (його батько Пилип Єрмаш в той час був головою Держкіно СРСР).
На початку фільму показують сцену — як виглядає наше недалеке майбутнє, цю сцену знімали в Токіо (можна впізнати будинок Сіндзюку Міцуї, і готель «Keio Plaza»).
Також, на початку фільму показано будівлю з панорамним ліфтом і з відкритим внутрішнім простором за типом атріума — в цьому епізоді фігурує будівля «Shinjuku NS Building» [Архівовано 9 вересня 2018 у Wayback Machine.]  [Архівовано 4 березня 2016 у Wayback Machine.].

## Думки
«Олексій Калугін» («А. К.»). До речі, про кінофантастику. Два ваші романи, «Акванавти» та «Місячна веселка», були екранізовані. Яка була Ваша участь у роботі над фільмами?

«Сергій Павлов» («С. П.»). Я брав участь у роботі над сценаріями обох фільмів. Але сценарії стільки разів перероблялись, що в підсумку від мене там мало що залишилося.

«А. К.» Вам Самому фільми подобаються?

«С. П.» Глядачам фільми подобаються. В автора твору, який послугував основою сценарію, ставлення до фільму майже завжди двоїсте. З однієї простої причини: це начебто його твір і начебто зовсім не його. Станіслав Лем теж не був задоволений екранізаціями своїх творів. З тієї ж причини. Мені відомо, що фільм Тарковського його сильно засмутив.

«А. К.» Адекватно перекласти літературний твір на мову кінематографа завдання, мабуть, нездійсненне.

«С. П.» Звичайно. Режисер з самого початку бачить чужий твір зовсім в іншому ракурсі. Читаючи роман, він за власним досвідом знає, що з цього роману можна перевести на екран за допомогою знімальної камери, а чого не можна. Це вже його особиста творча лабораторія, дуже несхожа на письменницьку майстерню. Тому, буває, фільми виходять краще, значніше їх літературної основи, а буває навпаки. Ґрунтуючись на своєму мосфільмовському досвіді, я можу дати письменникам-фантастам слушну, на мій погляд, пораду: якщо ти «просунутий», цікавий своїм читачам прозаїк, ніколи не погоджуйся так чи інакше брати участь у створенні сценарію. Ні з якого приводу. Це роки втраченого часу. У мене, наприклад, кінематограф «з'їв» два з половиною роки, які дуже б мені знадобились для творчої роботи у сфері літературної фантастики. Найраціональніше зробити так: віддав свій твір кінематографістам — і до побачення на прем'єрі! Якщо попросять проконсультувати у чомусь або з'їздити на зйомки — зроби це для користі справи і у власне задоволення. Але без диктату і абсолютно безкоштовно! Інакше коли-небудь ти можеш добряче пошкодувати, що пропустив мою пораду повз свою увагу.— запису бесіди «Криза фантастики і цивілізації» письменника Олексія Калугіна з письменником С. В. Павловим